# مقاطعة المذرذرة
المذرذرة هي مقاطعة تابعة إداريًا لولاية الترارزة في موريتانيا.

## قائمة البلديات في المقاطعة
تتكون المقاطعة من خمسبلديات :
- المذرذرة
- بير التورس
- خط
- تكند
- التاكيلالت

## السكان
بلغ عدد سكان المقاطعة 30 424 نسمة (14 518 ذكر و16 906 أنثى)وفق تعداد سنة 2000.
| رمز | المقاطعة | المساحة كم2 | السكان | السكان | السكان |
| رمز | المقاطعة | المساحة كم2 | 1988   | 2000   | 2013   |
| --- | -------- | ----------- | ------ | ------ | ------ |
| 63  | المذرذرة | 7 570       | 27 202 | 30 424 | 30 441 |